# 2023 w jazzie

## Wydarzenia

### Luty
- 5/6 lutego – Gala 65. edycji rozdania nagród Grammy w Los Angeles. Laureaci w kategoriach jazzowych[1][2]:
  - Best Jazz Vocal Album: "Linger Awhile" Samara Joy, która otrzymała także statuetkę w kategorii Best New Artist
  - Best Improvised Jazz Solo: "Endangered Species" Wayne Shorter i Leo Genovese
  - Best Jazz Instrumental Album: "New Standards Vol. 1" Terri Lyne Carrington, Kris Davis, Linda May Han Oh
  - Best Large Jazz Ensemble Album: "Generation Gap Jazz Orchestra" Steven Feifke, Bijon Watson
  - Best Latin Jazz Album: Fandango At The Wall In New York Arturo O’Farrill & The Afro Latin Jazz Orchestra Featuring The Congra Patria Son Jarocho Collective

W kategorii Best Music Film zwyciężył Jazz Fest: A New Orleans Story w reżyserii Ryana Sufferna i Franka Marshalla.

### Kwiecień
- 10 kwietnia – premiera nowej inscenizacji opery "Champion" Terence’a Blancharda w Metropolitan Opera[3]
- 22 kwietnia – gala wręczenia Fryderyków za muzyczne dokonania z premierą w okresie pomiędzy 1 grudnia 2021 r. a 30 listopada 2022 r.
  - Złoty Fryderyk w kategorii Jazz – Ewa Bem[4]
  - Fonograficzny Debiut Roku Jazz – Andrzej Gondek
  - Artysta Roku Jazz – Michał Barański
  - Jazzowy Album Roku – Michał Barański „Masovian Mantra (Polish Jazz vol. 88)”[5]

### Czerwiec
- 3 czerwca – Złoty Hejnał dla Agnieszki Iwańskiej, reżyserki najlepszego filmu na 63. Krakowskim Festiwalu Filmowym w Konkursie DocFilmMusic za film "Ula" o Urszuli Dudziak[6].

## Festiwale

### Polska
- 9. Jazzstrzębie Festiwal, Jastrzębie-Zdrój, 26-30 kwietnia i 12 maja[7][8]
- 29. Międzynarodowy Plenerowy Festiwal Jazz na Starówce, Warszawa, 1 lipca-26 sierpnia[9][10]
- 6. Vertigo Summer Jazz Festival, Wrocław, 1-31 lipca[11]
- 32. Warsaw Summer Jazz Days, Warszawa, 5-9 lipca[12]
- 14. Lublin Jazz Festiwal, 10-16 lipca[13]
- Ladies’ Jazz Festival 2023, Gdynia, Wejherowo, 16-24 lipca[14]
- 27. Jazz w lesie, Sulęczyno, 28-29 lipca[15]
- 19. Jazz w Ruinach, Gliwice, 11-19 sierpnia[16][17]
- 52. Międzynarodowy Festiwal Jazzu Tradycyjnego Old Jazz Meeting Złota Tarka, Iława,11-13 sierpnia[18]
- 5. Victor Young Jazz Festival, Mława, 22-23 września[19]
- 27. Jazz Camping Kalatówki, Zakopane, Hotel Górski Kalatówki, 25-30 września[20]
- 9. Festiwal Jazz & Literatura, Chorzów i Siemianowice Śląskie, 3-26 października[21]
- 5. Jazz Crossing Festival, Zielona Góra, Piekarnia Cichej Kobiety, 6-28 października[22]
- 41. Rawa Blues Festival, Katowice, Spodek, 7 października[23]

### Niemcy
- Jazz Baltica 2023, Timmendorfer Strand, 22-25 lipca[24]

### Włochy
- 3. Sicilia Jazz Festival, Palermo, 23 czerwca-2 lipca[25][26]

## Zmarli

### Styczeń
- 8 stycznia – Bogdan Ciesielski – polski muzyk jazzowy, multiinstrumentalista, aranżer, kompozytor (ur. 1946)[27]
- 10 stycznia – Dennis Budimir – amerykański gitarzysta jazzowy i rockowy (The Wrecking Crew)
- 17 stycznia – Richard Oesterreicher – austriacki gitarzysta jazzowy i dyrygent
- 18 stycznia – Marcel Zanini – francuski klarnecista jazzowy, urodzony w Turcji
- 23 stycznia – Carol Sloane – amerykańska wokalistka jazzowa

### Luty
- 2 lutego – Butch Miles – amerykański perkusista jazzowy[28]
- 13 lutego
  - Guido Basso – kanadyjski trębacz jazzowy, flugelhornista, aranżer i kompozytor[29]
  - Alain Goraguer – francuski pianista jazzowy, aranżer i kompozytor[30]
- 17 lutego – Jerry Dodgion – amerykański saksofonista i flecista jazzowy[31]
- 25 lutego – Carl Saunders – amerykański trębacz jazzowy, kompozytor i nauczyciel[32]

### Marzec
- 1 marca – Wally Fawkes – kanadyjsko-brytyjski klarnecista i rysownik[33][34]
- 2 marca – Wayne Shorter – amerykański kompozytor i saksofonista jazzowy[35][36]
- 3 marca – Carlos Garnett – panamsko-amerykański saksofonista jazzowy[37]
- 9 marca – Robin Lumley – brytyjski klawiszowiec (Brand X)[38]
- 13 marca – Simon Emmerson – angielski gitarzysta jazzowy i worldbeat (Weekend, Working Week, Afro Celt Sound System)[39]
- 14 marca – Gloria Bosman – wokalistka jazzowa z RPA[40][41]
- 15 marca – Théo de Barros – brazylijski multiinstrumentalista jazzowy i kompozytor (Quarteto Novo)[42]
- 16 marca – Tony Coe – angielski klarnecista i saksofonista jazzowy[43]

### Kwiecień
- 5 kwietnia – Duško Gojković – serbski trębacz jazzowy, kompozytor i aranżer[44]
- 7 kwietnia – Edward 'Kidd' Jordan – amerykański saksofonista jazzowy i nauczyciel[45]
- 9 kwietnia – Karl Berger – niemiecki wibrafonista i pianista jazzowy, kompozytor i nauczyciel[46]
- 16 kwietnia – Ahmad Jamal – amerykański pianista jazzowy, kompozytor[47]

### Maj
- 14 maja – Bernt Rosengren – szwedzki saksofonista jazzowy[48][49]
- 24 maja – Bill Lee – amerykański kontrabasista i basista jazzowy, kompozytor[50]

### Czerwiec
- 5 czerwca – Astrud Gilberto – brazylijska wokalistka jazzowa (ur. 1940)[51][52]
- 20 czerwca – Peter Brötzmann – niemiecki saksofonista i klarnecista jazzowy

### Lipiec
- 10 lipca – Ernst-Ludwig Petrowsky – niemiecki saksofonista, klarnecista i flecista jazzowy, kompozytor (ur. 1933)[53][54]
- 16 lipca – Andrzej Śmigielski – polski artysta malarz, animator kultury i popularyzator jazzu (ur. 1944)[55][56]
- 17 lipca 
  - Barry Martyn – angielski perkusista jazzowy[57]
  - João Donato – brazylijski pianista i puzonista jazzowy, kompozytor (ur. 1934)[58]
- 21 lipca – Tony Bennett – amerykański wokalista jazzowy pochodzenia włoskiego (ur. 1926)[59]
- 22 lipca – Knut Riisnæs – norweski saksofonista i flecista jazzowy[60][61]
- 23 lipca – Piotr Rutkowski – polski puzonista i wokalista jazzowy (ur. 1943)[62]
- 24 lipca
  - Leny Andrade – brazylijska wokalistka jazzowa (ur. 1943)[63]
  - Roman Dyląg – polski kontrabasista i kompozytor jazzowy (ur. 1938)[64]

### Sierpień
- 2 sierpnia – Antoni Studziński – polski perkusista jazzowy, muzyk zespołu Melomani (ur. 1932)[65]
- 5 sierpnia – Tristan Honsinger – amerykański wiolonczelista jazzowy (ur. 1949)[66][67]
- 26 sierpnia – Bosse Broberg – szwedzki muzyk i trębacz jazzowy (ur. 1937)[68][69]
- 31 sierpnia – Curtis Fowlkes – amerykański puzonista i wokalista jazzowy (ur. 1950)[70][71]

### Wrzesień
- 5 września – Charles Gayle – amerykański saksofonista freejazzowy (ur. 1939)[72]
- 6 września – Richard Davis – amerykański kontrabasista jazzowy (ur. 1930)[73][74]
- 16 września – John Marshall – angielski perkusista rockowy i jazzowy, członek zespołu Nucleus (ur. 1941)[75][76]
- 18 września – Wolfgang Engstfeld – niemiecki saksofonista jazzowy, kompozytor, wykładowca akademicki (ur. 1950)[77]

### Październik
- 17 października – Carla Bley – amerykańska pianistka, organistka, kompozytorka, aranżerka i bandleaderka jazzowa, a także producentka muzyczna (ur. 1936)[78][79]

Przypisy
1. ↑  JazzPRESS - Laureaci GRAMMY 2023 [online], jazzpress.pl [dostęp 2023-09-30].
2. ↑  Grammy Jazz 2023 – Laureaci! | Jazz Forum [online], jazzforum.com.pl [dostęp 2023-09-30].
3. ↑  Tomasz Pasternak, „Czempion” Terence’a Blancharda, opera o amerykańskim bokserze, 29 kwietnia w kinach w całej Polsce [online], Orfeo, 24 kwietnia 2023 [dostęp 2023-10-12] (pol.).
4. ↑  Złote Fryderyki 2023 | Jazz Forum [online], jazzforum.com.pl [dostęp 2023-09-30].
5. ↑  Fryderyk 2023 – Fryderyk 2023 [online] [dostęp 2023-09-30] (pol.).
6. ↑  JazzPRESS - Dokument o Urszuli Dudziak na 48. Festiwalu Polskich Filmów Fabularnych [online], jazzpress.pl [dostęp 2023-10-12].
7. ↑  Zapraszamy na JAZZtrzębie Festiwal 2023 [online], JAZZtrzebie Festiwal - International Jazz Days, 1 marca 2023 [dostęp 2023-09-30] (pol.).
8. ↑  JAZZtrzębie 2023 | Jazz Forum [online], jazzforum.com.pl [dostęp 2023-09-30].
9. ↑  Program Jazz na Starówce 2023 | festiwal jazzowy Warszawa [online], jazznastarowce.pl [dostęp 2023-09-30].
10. ↑  Jazz na Starówce 2023 | Jazz Forum [online], jazzforum.com.pl [dostęp 2023-09-30].
11. ↑  Themes, SUMMER JAZZ FESTIVAL – Vertigo Jazz Club [online] [dostęp 2023-09-30] (pol.).
12. ↑  Festiwal Warsaw Summer Jazz Days, 6-9 lipca 2023 r. w Warszawie [online], polityka.pl, 2023 [dostęp 2023-09-30] (pol.).
13. ↑  Program | Lublin Jazz Festival [online], lublinjazz.pl [dostęp 2023-09-30].
14. ↑  Program – Ladies' Jazz Festival [online] [dostęp 2023-10-12] (pol.).
15. ↑  Jazz w Lesie - Międzynarodowy Festiwal Jazzowy [online], Jazz w lesie [dostęp 2023-09-30].strona główna serwisu
16. ↑  Jazz w Ruinach 2023 [online], Jazz w Ruinach [dostęp 2023-09-30] (pol.).
17. ↑  JazzPRESS - Jazz w Ruinach 2023 [online], jazzpress.pl [dostęp 2023-09-30].
18. ↑  Old Jazz Meeting - Złota Tarka | Jazz Forum [online], jazzforum.com.pl [dostęp 2023-09-30].
19. ↑  Victor Young Jazz Festival Mława ‘23 – muzyka, sztuka i ludzie [online], Jazz Forum [dostęp 2023-10-18].
20. ↑  Jazz Camping Kalatówki 2023 | Jazz Forum [online], jazzforum.com.pl [dostęp 2023-10-12].
21. ↑  Jazz i Literatura [online], mdkbatory.pl [dostęp 2023-10-18].
22. ↑  JazzPRESS - V Jazz Crossing Festival [online], jazzpress.pl [dostęp 2023-10-18].
23. ↑  Rawa Blues Festival 2023 | Jazz Forum [online], jazzforum.com.pl [dostęp 2023-10-18].
24. ↑  JazzBaltica 2023 – ein Festival außergewöhnlicher Musikerlebnisse [online], Magazin für Jazz Musik [dostęp 2023-10-13] (niem.).
25. ↑  Sicilia Jazz Festival | Jazz Forum [online], jazzforum.com.pl [dostęp 2023-10-18].
26. ↑  Sicilia Jazz Festival 2023 in Palermo [online], London Jazz News [dostęp 2023-10-18] (ang.).
27. ↑  Polskie Radio PiK, Bogdan Ciesielski nie żyje. Artysta odszedł po ciężkiej chorobie. Miał 76 lat [online], Bogdan Ciesielski nie żyje. Artysta odszedł po ciężkiej chorobie. Miał 76 lat, 8 stycznia 2023 [dostęp 2023-09-30] (pol.).
28. ↑  Butch Miles (1944–2023)
29. ↑  Guido Basso, maestro of Canadian jazz, dies at 85
30. ↑  Disparition d’Alain Goraguer, l’arrangeur de Gainsbourg et compositeur de “La Planète sauvage” (fr.)
31. ↑  Jerry Dodgion, saxophonist and flutist who embodied the versatile grace of a sideman, is dead at 90
32. ↑  Carl Saunders
33. ↑  George Melly, Wally Fawkes obituary [online], 7 marca 2023 [dostęp 2023-09-30] (ang.).
34. ↑  Wally Fawkes [online], lambiek.net [dostęp 2023-09-30] (ang.).
35. ↑  Wayne Shorter (1933-2023) [online], bluenote.com [dostęp 2023-09-30].
36. ↑  r, Hancock Institute of Jazz [online], Hancock Institute of Jazz, 3 marca 2023 [dostęp 2023-09-30] (ang.).
37. ↑  Carlos Garnett - Rest In Peace [online], Soul Brother Records, 6 marca 2023 [dostęp 2023-09-30] (ang.).
38. ↑  Fallece el tecladista de Brand X, Robin Lumley (hiszp.)
39. ↑  Simon Emmerson (12 March 1956 – 13 March 2023)
40. ↑  Gloria Bosman była kimś więcej niż południowoafrykańską wokalistką jazzową, była drogowskazem / Gwen Ansell | Miesięcznik internetowy WOBEC Piotr Kotlarz [online], 24 marca 2023 [dostęp 2023-09-30] (pol.).
41. ↑  Bongeka Gumede, Well-loved Jazz musician and composer Gloria Bosman dies aged 50 [online], The Mail & Guardian, 15 marca 2023 [dostęp 2023-09-30] (ang.).
42. ↑  Morre Theo de Barros, compositor de 'Disparada' que trabalhou com Elis (port.)
43. ↑  RIP Tony Coe (1934–2023)
44. ↑  Duško Gojković | SecondHandSongs [online], secondhandsongs.com [dostęp 2023-09-30].
45. ↑  Associated Press, Edward ‘Kidd’ Jordan, Jazz Saxophonist and Teacher, Dies at 87 [online], Billboard, 8 kwietnia 2023 [dostęp 2023-09-30] (ang.).
46. ↑  Karl Berger, pianist, vibraphonist and avant-garde mentor, dies at 88 [online], WRTI, 11 kwietnia 2023 [dostęp 2023-09-30] (ang.).
47. ↑  Ahmad Jamal, measured maestro of the jazz piano, dies at 92 : NPR: Ahmad Jamal, measured maestro of the jazz piano, dies at 92 : NPR, accessdate: June 1, 2023
48. ↑  Jazzmusikern Bernt Rosengren är död (szw.)
49. ↑  Bernt Rosengren nie żyje! | Jazz Forum [online], jazzforum.com.pl [dostęp 2023-10-18].
50. ↑  Nie żyje ceniony muzyk. Był ojcem słynnego reżysera [online], muzyka.interia.pl [dostęp 2023-09-30] (pol.).
51. ↑  Astrud Gilberto: 29 March 1940 – 5 June 2023 [online], Jazzwise [dostęp 2023-09-30] (ang.).
52. ↑  Astrud Gilberto | Jazz Forum [online], jazzforum.com.pl [dostęp 2023-09-30].
53. ↑  Ernst-Ludwig Petrowsky | Jazz Forum [online], jazzforum.com.pl [dostęp 2023-09-30].
54. ↑  Ernst-Ludwig (“Luten“) Petrowsky (1933 – 2023) [online], The Free Jazz Collective [dostęp 2023-09-30].
55. ↑  Andrzej Śmigielski | Jazz Forum [online], jazzforum.com.pl [dostęp 2023-09-30].
56. ↑  Andrzej Śmigielski [online], zaiks.org.pl [dostęp 2023-09-30].
57. ↑  New Orleans Drummer Barry "Kid" Martyn has died – The Syncopated Times [online], 19 sierpnia 2023 [dostęp 2023-09-30] (ang.).
58. ↑  Prolific Brazilian composer and pianist João Donato dies at 88 [online], 17 lipca 2023 [dostęp 2023-10-01].
59. ↑  JazzPRESS - Tony Bennett (1926-2023): Mistrz standardów [online], jazzpress.pl [dostęp 2023-09-30].
60. ↑  Guro Kleveland, Knut Riisnæs (1945 – 2023): En saksofonist i verdensklasse • ballade.no [online], ballade.no, 24 lipca 2023 [dostęp 2023-09-30] (norw. bokmål).
61. ↑  Johs Bergh, Christopher Monsen, Knut Riisnæs [online], Store norske leksikon, 23 sierpnia 2023 [dostęp 2023-09-30] (norw.).
62. ↑  Piotr Rutkowski | Jazz Forum [online], jazzforum.com.pl [dostęp 2023-09-30].
63. ↑  Leny Andrade, known as the first lady of Brazilian jazz, dies at 80 [online], 26 lipca 2023 [dostęp 2023-10-01] (ang.).
64. ↑  JazzPRESS - Roman Gucio Dyląg (1938-2023): Kontrabasista gwiazd [online], jazzpress.pl [dostęp 2023-09-30].
65. ↑  Antoni Studziński | Jazz Forum [online], jazzforum.com.pl [dostęp 2023-09-30].
66. ↑  John Fordham, Tristan Honsinger obituary [online], 29 sierpnia 2023 [dostęp 2023-09-30] (ang.).
67. ↑  Tristan Honsinger (1949 – 2023) [online], The Free Jazz Collective [dostęp 2023-09-30].
68. ↑  Leif Wivatt, Jazzmusikern Bosse Broberg död – Lördag 26 augusti 2023 – Wivatts blogg [online], 30 sierpnia 2023 [dostęp 2023-09-30] (szw.).
69. ↑  Bosse Broberg | SecondHandSongs [online], secondhandsongs.com [dostęp 2023-09-30].
70. ↑  Alex Williams, Curtis Fowlkes, Avant-Jazz Pioneer of the 1980s, Dies at 73, „The New York Times”, 12 września 2023, ISSN 0362-4331 [dostęp 2023-09-30] (ang.). Brak numerów stron w czasopiśmie
71. ↑  Curtis Fowlkes (1951 -2023) [online], The Free Jazz Collective [dostęp 2023-09-30].
72. ↑  Lars Gotrich, Charles Gayle, the fierce saxophonist who created his own path, has died at 84 [online], 8 września 2023 [dostęp 2023-09-30].
73. ↑  Andrey Henkin, Richard Davis, Gifted Bassist Who Crossed Genres, Dies at 93 [online], 9 września 2023 [dostęp 2023-09-30] (ang.).
74. ↑  RICHARD DAVIS. Musician, Teacher , Activist [online], Richard Davis Bass [dostęp 2023-09-30] (ang.).strona główna serwisu
75. ↑  John Marshall - DRUMMERWORLD [online], drummerworld.com [dostęp 2023-09-30].
76. ↑  John Marshall: 28/08/1941–16/09/2023 [online], Jazzwise [dostęp 2023-09-30] (ang.).
77. ↑  Wolfgang Engstfeld, 1950 -2023 [online], jazzcity.de [dostęp 2023-10-18].
78. ↑  Nie żyje Carla Bley. Wielokrotnie występowała w Polsce [online], muzyka.interia.pl [dostęp 2023-10-18].
79. ↑  Carla Bley, Free Jazz Pioneer, Dead at 87 [online], Rolling Stone [dostęp 2023-10-18] (ang.).